# Club Deportivo Manchego
Il Club Deportivo Manchego, conosciuto semplicemente come CD Manchego, è stata una società calcistica spagnola con sede nella città di Ciudad Real. Nel 2000 è stata creata un'altra squadra, anch'essa fallita nel 2009.

## Palmarès

### Competizioni nazionali
- Tercera División: 2

1959-1960, 2002-2003

### Altri piazzamenti
- Tercera División:

Secondo posto: 1954-1955, 1957-1958, 1961-1962, 1982-1983, 1995-1996
Terzo posto: 1944-1945, 1951-1952, 1956-1957, 1965-1966, 1977-1978, 1980-1981, 1981-1982, 1983-1984, 1992-1993